# Liên Vân Cảng
Liên Vân Cảng (giản thể: 连云港; phồn thể: 連雲港; bính âm: Liányúngǎng) là một địa cấp thị tỉnh Giang Tô, Cộng hòa Nhân dân Trung Hoa. Nó giáp Diêm Thành về phía Đông Nam, Hoài An và Túc Thiên về phía Nam, Từ Châu về phía Tây Nam, và tỉnh Sơn Đông về phía Bắc. Tên của nó lấy theo đảo Liên, đảo lớn nhất ở tỉnh Giang Tô nằm ở ngoài khơi và Vân Sơn, đỉnh cao nhất tỉnh Giang Tô, cách trung tâm thành phố vài cây số. Liên Vân Cảng là một trong những cảng đầu tiên được mở cửa cho buôn bán với nước ngoài thập niên 1680 bởi chính quyền nhà Thanh. Các cảng mở cửa khác có Hạ Môn và Quảng Châu

## Hành chính
Địa cấp thị Liên Vân Cảng quản lý 6 số đơn vị cấp huyện, bao gồm 3 khu và 3 huyện.
- Khu Liên Vân (连云区)
- Khu Cám Du (赣榆区)
- Khu Hải Châu (海州区)
- Huyện Đông Hải (东海县)
- Huyện Quán Vân (灌云县)
- Huyện Quán Nam (灌南县)